# Potamorhina squamoralevis
Potamorhina squamoralevis är en fiskart som först beskrevs av Pedro Ivo Soares Braga och Azpelicueta, 1983.  Potamorhina squamoralevis ingår i släktet Potamorhina och familjen Curimatidae. Inga underarter finns listade i Catalogue of Life. Arten förekommer i Paraguay och Paranáflodens avrinningsområde.